# Parapulex echinatus
Parapulex echinatus är en loppart som beskrevs av Smit 1956. Parapulex echinatus ingår i släktet Parapulex och familjen husloppor. Inga underarter finns listade i Catalogue of Life.